# Bout-du-Pont-de-Larn
Bout-du-Pont-de-Larn é uma comuna francesa na região administrativa de Occitânia, no departamento de Tarn. Estende-se por uma área de 7,63 km². Em 2010 a comuna tinha 1 282 habitantes (densidade: 168 hab./km²).